# Thần Cơ doanh

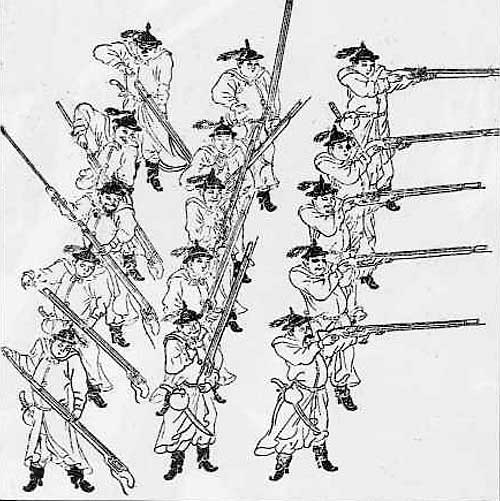
Lính ngự lâm nhà Minh. Quân đội Trung Quốc tổ chức lính ngự lâm của họ thành ba hàng, làn đầu tiên khai hỏa trong khi hai làn phía sau nạp đạn súng và chuyển lên cho tuyến đầu.

Thần Cơ doanh (giản thể: 神机营; phồn thể: 神機營; bính âm: Shénjīyíng; Wade–Giles: Shen-chi ying) là một trong ba sư đoàn quân sự tinh nhuệ đóng quân xung quanh thành Bắc Kinh vào thời nhà Minh.
Được thành lập dưới thời Vĩnh Lạc Đế (1360–1424), Thần Cơ doanh đóng vai trò như một lực lượng súng cầm tay chuyên nghiệp. Thần Cơ doanh cung cấp súng ống cho một nửa lực lượng và một khẩu đại bác cho mỗi 12 người trong lực lượng của Thích Kế Quang.
Hai sư đoàn tinh nhuệ còn lại là Ngũ Quân doanh (五 軍營), chuyên tập trận cho bộ binh trong các cuộc diễn tập chiến thuật, và Tam Thiên doanh (三千 營), chuyên do thám, thống lĩnh kỵ binh và phát hiệu lệnh. Súng ống được trang bị bao gồm hỏa thương, hỏa tiễn, súng thần công, và các loại súng mồi lửa như súng hỏa mai.
Tời thời nhà Thanh (1644–1912), cũng có một đơn vị Thần Cơ doanh khác được thành lập vào năm 1862 và được giao nhiệm vụ bảo vệ Tử Cấm Thành.